# Sugihen (Dolat Rayat)
Sugihen is een bestuurslaag in het regentschap Karo van de provincie Noord-Sumatra, Indonesië. Sugihen telt 561 inwoners (volkstelling 2010).